# Piaggio Zip
Der Zip ist ein von Piaggio gebauter Motorroller der 50-cm³-Hubraumklasse.

## Piaggio Zip der 1. Generation
Der Zip wurde Anfang der 1990er Jahre von Piaggio auf den Markt gebracht und rundete das Modellspektrum von Piaggio nach unten ab, bediente dabei auch den Teil des Marktes, der bis dahin in Hand von günstigen Fernostmodellen war.
Entsprechend spartanisch fiel auch die Ausstattung des Rollers aus: In der Instrumenteneinheit am Lenker gab es nur Tachometer und Kilometerzähler, Kontrollleuchten für Licht, Blinker, Öltank und Benzintank; immerhin hatte der Roller aber ein Helmfach unter dem Sitz und einen elektrischen Starter.

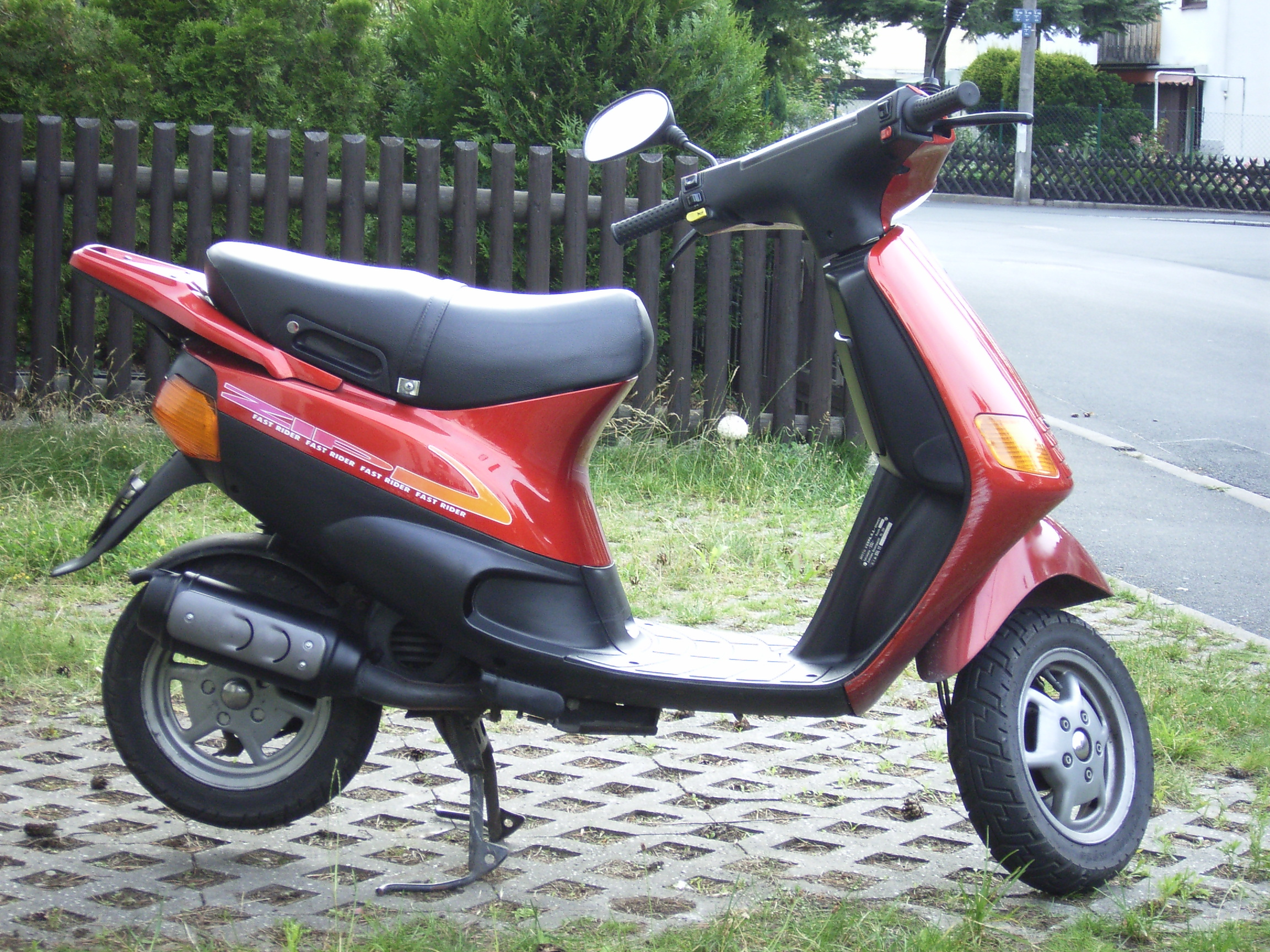
Piaggio Zip FastRider 1996

Grundlage des Rollers bildet ein 50-cm³-2-Takt-Antriebsblock mit Keilriemenautomatik, wie er beinahe baugleich auch im Piaggio TPH und in ähnlicher Form im Piaggio Sfera verwendet wurde – der sogenannte „kurze Block“. Der luftgekühlte 2-Taktmotor mit Getrenntschmierung leistet in den stärksten (Sonder-)Modellen bis zu 3 kW (4 PS). Das Fahrzeug ist auf Grund des einfachen Aufbaus daher beliebt für (illegales) Rollertuning; es gibt zudem eine eigene Rennserie. Er ermöglicht zusammen mit dem geringen Gewicht des Rollers relativ sportliche Fahrleistungen.
Der Zip hat sich im Laufe der Jahre als außerordentlich zuverlässiges Fahrzeug erwiesen; Laufleistungen des Motors von jenseits der 50.000 km sind bei guter Fahrzeugpflege durchaus möglich; die Ersatzteilsituation war 2009, abgesehen von einigen Teilen von Sondermodellen, hervorragend. Viele Teile des Zip der ersten Generation finden sich auch gleich oder ähnlich an vielen anderen Rollern wieder. Die Front-Plastikverkleidung ist zum Beispiel dem Piaggio Skipper entlehnt.
Der Öltank fasst 1,1 l (davon 0,5 l Reserve, Qualität API-TC), was ohne Nachfüllen von Zweitaktöl für etwa 1000 km reicht. Der Benzintank (Super/95) fasst hingegen nur 4 l (davon 0,8 l Reserve), was nur etwas mehr als 100 km Reichweite ergibt. In Kombination mit der minimalistischen Tankanzeige in Form einer Kontrollleuchte und nur 0,8 l Reserve wird der geringe Aktionsradius gerade in ländlichen Regionen mit geringer Tankstellendichte sehr eingeschränkt.
Im Laufe der Jahre wurden einige Sondermodelle und Modellvarianten des Zip auf den Markt gebracht, so gibt es auch Zips mit Scheibenbremsen, vereinzelt mit Wasserkühlung (Zip SP, H2O), mit Einarmschwinge statt Telegabel (Zip FastRider) und Fernlicht. Darüber hinaus können alle Zips mit einer Drosselung auf 25 km/h versehen werden. 25-km/h-Mofaroller-Modelle kann man an der Einpersonensitzbank und den fehlenden Fußstützen für den Sozius erkennen, zudem wurden in diese Modelle zum Teil modifizierte Zylinder mit geringerem Auslassquerschnitt und kleinere Vergaser eingebaut.
Die zusehends schärferen Abgasvorschriften beendeten Ende der 1990er Jahre die Ära des Zip der ersten Generation, da sein 2-Taktmotor selbst mit Katalysator mehr als die erlaubten Emissionen abgab. Nachfolger ist der Zip2.

## Piaggio Zip 2 Cat II
Die Produktion des Piaggio Zip 2 Cat (II) begann 1999. Auch dieser Roller ist wie der Vorgänger sehr klein und agil. 2019 kostete er etwa 1900 Euro und die Endgeschwindigkeit beträgt gemäß den neuen EU-Gesetzesvorgaben nur noch 45 km/h. Auffällig sind die sehr „geschwungenen“ Blinker.
Es gibt die Mofa-Variante mit einer verringerten Übersetzung und einem gedrosselten Zylinder. Der Standardauspuff ist durch ein Nebenrohr ebenfalls gedrosselt.
Den Zip 2 gibt es in zwei Hubraumvarianten: mit 50 oder 125 cm³. Nachdem sie zuerst nur mit Zweitakt-Motoren erhältlich war, gibt es ihn seit 2001 auch mit Viertakt-Motor. Beide Motoren sind luftgekühlt. Seit 2006 wurde aber dieser Roller vermehrt mit Viertaktmotoren gebaut.
Auch der Zip 2 Cat II ist in der Zweitaktvariante zum Scootertuning beliebt, denn dieser Roller ist leicht. Durch „Frisieren“ kann man eine hohe Beschleunigung erwarten, da das Getriebe sehr kurz übersetzt ist. 
Der Piaggio Zip 2 Cat II wurde auch als SP-Variante (Sport, Wasserkühlung etc.) mit einer veränderten Front und Fahrwerk verkauft. Diese ist in Deutschland aber eher seltener vertreten. Die SP-Version hatte für eine kurze Zeit zweiteilige Felgen, doch sie wurden eingespart und durch die Räder der Vespa ersetzt.